# وحيدة خليل
وحيدة خليل وهي مغنية ومطربة عراقية ، واسمها الأصلي هو  مريم عبد الله جمعة (1928 - 1995) ولقد تميزت بأداء بالغناء الريفي العراقي.

## الولادة
ولدت في عام 1928 في حي الرباط الصغير بمدينة البصرة جنوب العراق لأبوين عراقيين ، توفي والدها وهي صغيرة فنشأت يتيمة الأب وتولت والدتها رعايتها وتربيتها.

## مسيرتها الفنية
نشأت وهي تستمع إلى أطوار الأبوذية والمواويل المليئة بالحزن والشجن، وفي صباها تعرفت على صوت الملاية خلال الطقوس الحسينية في عاشوراء، وفي نفس الوقت كانت تستمع إلى أصوات معروفة بالغناء الريفي مثل حضيري أبوعزيز وداخل حسن وآخرين.
وحين وصلت إلى بغداد عام 1940 كانت قد أتقنت فنون الأداء فضلا عما تميزت به من أناقة وحضور وخصصت لها الإذاعة مكانا بارزا بين مطربيها فقد كانت الصوت النسوي الوحيد في بداية الأمر قبل أن تظهر الفنانة لميعة توفيق. وقد لحن لها أهم الملحنين العراقيين مثل الفنان عباس جميل، ومحمد نوشي وآخرون.

## وفاتها
توفيت المطربة وحيدة في أواسط عقد التسعينات.

## من أشهر أغانيها
- أنا وخلي تسامرنة وحجينه
- لا هو جرح ويطيب
- عليمن ياقلب تعتب عليمن
- حرت والله بزماني
- سبحانة الجمعنة
- هذا منو دق الباب
- امس واليوم
- ارد اوقف بحي الولف
- على بالي ابد
- اقولك لو عواذلنا تقولك
- بسكوت اون بسكوت
- يمة هنا
- ماني صحت
- جان الحي حلو بعيني
- اليه يحفظج يا يمة